# Westside Express Service
A Westside Express Service (más néven WES Commuter Rail) helyiérdekű vasútvonal a portlandi agglomerációban, Beaverton és Wilsonville között. A vonatok főleg a 217-es út és az Interstate 5 mentén haladnak. A szolgáltatás 2009 februárjában indult a korábbi, tehervonatok számára kiépített pálya felhasználásával. A járművek tulajdonosa a TriMet, a pálya tulajdonosa és üzembentartója viszont a Portland & Western Railroad végzi. Az öt állomást magában foglaló vonalon dízel motorvonatok közlekednek.
A vonal elindításához tizenhárom évre és 166 millió dollárra volt szükség.

## Történet
A járat útvonala két, eredetileg különálló vonalon épült ki.
A Greton–Wilsonville útvonalon az Oregon Electric Railway 1908 óta üzemeltetett vonatokat; Gretonnál a vonal északkeleti irányban, Portland felé folytatódott. Ezen szakasz forgalmát az 1930-as évek közepén megszüntették. Az 1930-as évek végén a teljes vonalon felhagytak a személyszállítással, majd dízelvontatású tehervonatokat üzemeltettek, ezek észak felé Beavertonba és Portlandbe, dél felé pedig Salembe, Albanybe és Eugene-ba jártak.
A Gretontól Beavertonig tartó szakasz a Southern Pacific Railroad partnere által épült ki; a munkák 1906-ban kezdődtek, a forgalmat pedig 1910-ben indították be. Ez a szekció két korábbi pályarészt kötött össze: a cég korábbi, nyugat-keleti irányú vonalát, ami Beaverton és Hillsboro felé futott; illetve egy második, Tigard és Cook felé futó szakaszt. Ez utóbbi egy csomópont volt Lake Oswego és McMinville felé. 1914-ben a Southern Pacific Railroad az Oregon Electric Railwayjel való versenyben a Red Electric fantázianevű járat elindításához ezeket a szekciókat villamosította. 1929-ben befejezték a villanymozdonyokkal végzett személyszállítást; először visszatértek a gőzmozdonyokhoz, majd ezeket dízel motorvonatokra cserélték; végül teljesen felhagytak a vasúttal, és helyette buszokat indítottak.
Mind a Southern Pacific Railroad, mind az Oregon Electric Railroad (illetve annak jogutódja, a Burlington Northern Railroad) kisvasúttal foglalkozó cégeknek adta bérbe vonalait. A két vonalnak végül egy üzemeltetője lett, a Portland and Western Railroad; az Southern Pacific Railroad 1995 augusztusában, a Burlington Northern Railroad pedig ugyanezen év októberében adta bérbe az üzemeltetés jogát, így ez volt  az első eset, hogy a két vonal egy kézbe került.
Az 1996-ban kezdődő tervezést Washington megye vezette. A hivatalnokok Beaverton, Tigard, Tualatin és Sherwood városokkal, valamint közlekedési cégekkel együtt dolgoztak együtt azon, hogy lehetne a létező pályát személyvonatok számára használhatóvá tenni. 2002-től a TriMet volt a tervezés vezetője. A finanszírozás hiánya miatt az előkészületek leálltak, de 2004 májusában a közlekedési hatóság kedvező döntését követően a költségek felének megtérítéséről döntöttek.

### Építés
Az építkezés 2006. október 23-án kezdődött meg Wilsonville-ben, az alapkőletétel pedig két nappal később, Tigardban volt; habár eddigre a projekt elindult, de még nem végeztek semmiféle munkálatokat.
A tervezés és a kivitelezés korai szakaszaiban a projektet Washington County Commuter Railnek, illetve Wilsonville to Beaverton Commuter Railnek hívták (mivel Wilsonville nagyobb része Clackamas megyében található). A TriMet névadó kampányt hirdetett, majd 2007 novemberében bejelentették, hogy a vonalat Westside Express Service-nek fogják hívni. Ez év decemberében a pálya háromnegyede készen állt; eddig az időpontig felújítottak 23 km-nyi pályát és 14 közúti átjárót, valamint építettek öt hidat, kettőt pedig helyreállítottak. A Hall/Nimbus, illetve a tigardi és tualatini megállókban egymás mellé több sínpárt fektettek, hogy a szélesebb tehervonatok biztonságosan kikerülhessék a peronokat.
2008 júniusában már 90%-nál jártak a munkálatok, ekkorra a vasúti pálya teljes hosszban elkészült, ezután nem sokkal kezdődtek a járművek próbafutásai. Az első, utasokat is szállító vonat 2009. január 22-én közlekedett, amikor közjogi méltóságok és újságírók próbálhatták ki azt. A nagyközönség először 30-án vehette igénybe a járatot, a hivatalos átadó pedig február másodikán volt.

### Késések és problémák a Colorado Railcarral
A vonalat eredetileg 2008 szeptemberében nyitották volna meg, de technikai- és egyéb problémák miatt ez közel fél évet csúszott. A késéseket főképp a Colorado Railcar okozta. A fél év csúszás a TriMetnek hárommillió dollárjába került, valamint a kocsik leszállítása érdekében ők fizették a vállalat költségeit, például bérleti díjakat, telefon- és villanyszámlákat egészen addig, amíg a vasúti kocsik szállításra kerültek.

### Hosszabbítás Salem felé
2010-ben az állami közlekedési hatóság vasúti osztálya közzétette egy lehetséges Wilsonville–Salem szakasz megvalósíthatósági tanulmányát. A 47 kilométeres bővítéssel három új megállót (Woodburn, Keizer és Észak- vagy Dél-Salem) hoztak volna létre. A várható alacsony utasszám miatt a tervet határozatlan időre elhalasztották, de a jogalkotók később újra megpróbálkoztak a megvalósítással. 2022-ben Wilsonville városa több, a vasutat is érintő fejlesztési tervet tett közzé.

### Átlagos utasszám
| Év   | Heti utasszám |
| ---- | ------------- |
| 2009 | 1175          |
| 2010 | 1200          |
| 2011 | 1449          |
| 2012 | 1639          |
| 2013 | 1739          |
| 2014 | 2008          |
| 2015 | 1869          |
| 2016 | 1779          |

## Működés
A vonatok a reggeli és délutáni csúcsidőben félóránként közlekednek Wilsonville és Beaverton között; az út 27 percig tart. Az első 3,5 évben a 3. díjzónában volt, viszont az utazáshoz az összes körzetre érvényes jegy volt szükséges. Ezt 2012-ben orvosolták azzal, hogy megszüntették a zónákat, így a díjak egységesek lettek. A járatok üzemeltetője a Portland & Western Railroad.

### Állomások
| Perc (↓) | Megállóhely            | Perc (↑) | Átszállási kapcsolatok                                          |
| -------- | ---------------------- | -------- | --------------------------------------------------------------- |
| 0        | Beaverton végállomás   | 27       | MAX kék és piros vonalak 20, 52, 53, 54, 57, 58, 61, 76, 78, 88 |
| 7        | Hall/Nimbus            | 22       | 76, 78 P+R, B+R                                                 |
| 11       | Tigard                 | 18       | 12, 45, 64, 76, 78, 94, YCTA (44, 44X) P+R, B+R                 |
| 17       | Tualatin               | 10       | 76, 97 P+R, B+R                                                 |
| 27       | Wilsonville végállomás | 0        | SMART, Cherriots P+R, B+R                                       |

A 23,7 km hosszú vonalon kettő állomás és három megállóhely van; ebből kettő (Beaverton pályaudvar és Hall/Nimbus) Beavertonban, a többi pedig az azonos nevű városokban található. Az északi, beavertoni végállomás átszállási kapcsolatot nyújt a Metropolitan Area Express kék (Hillsboro–Gresham között közlekedő) és piros (a repülőtér irányába haladó) vonalaira. Az állomás továbbá 11 autóbuszvonal megállója is. A Hall/Nimbus megállóhelyen a 76-os és 78-as buszokra lehet átszállni, valamint parkolójában 50 járműnek jut hely; az északi végállomáson nincs megállási lehetőség. A megállótól gyaloglási távolságba esik a Washington Square Mall és a Nimbus Business Park.
A Tigard pályaudvar korábban is létezett, itt hat buszvonal találkozott. A belvárosban található pályaudvar 100 P+R parkolóval rendelkezik. Tualatin megállóhely a település központjában, a 141-es út (Boones Ferry Road) mentén, a Tualatin és Sherwood utak kereszteződésében található. A megállót a 76-os busz érinti; parkolójában 130 jármű állhat meg, illetve egy megállónyi távolságra található egy 24 helyes létesítmény is.
A déli, wilsonville-i végállomáson 400 jármű parkolhat. A város helyi közlekedést biztosító cége (South Metro Area Regional Transit) 2009 januárjában saját állomást nyitott SMART Central néven. A HÉV-végállomást buszjáratok kötik össze a város többi részével. A SMART és Salem-Keizer Transit (Cherriots) vállalatok a vasútvonal és a főváros, Salem között expresszjáratokat üzemeltetnek. A délkeletre található Canby saját cége (Canby Area Transit) is buszokat járat városuk és a végállomás között, valamint a kapacitások tervezésében Aurora, Donald, Lake Oswego és Woodburn lakosait is a várhatóan itt felszállók közé számolták.

### Járművek

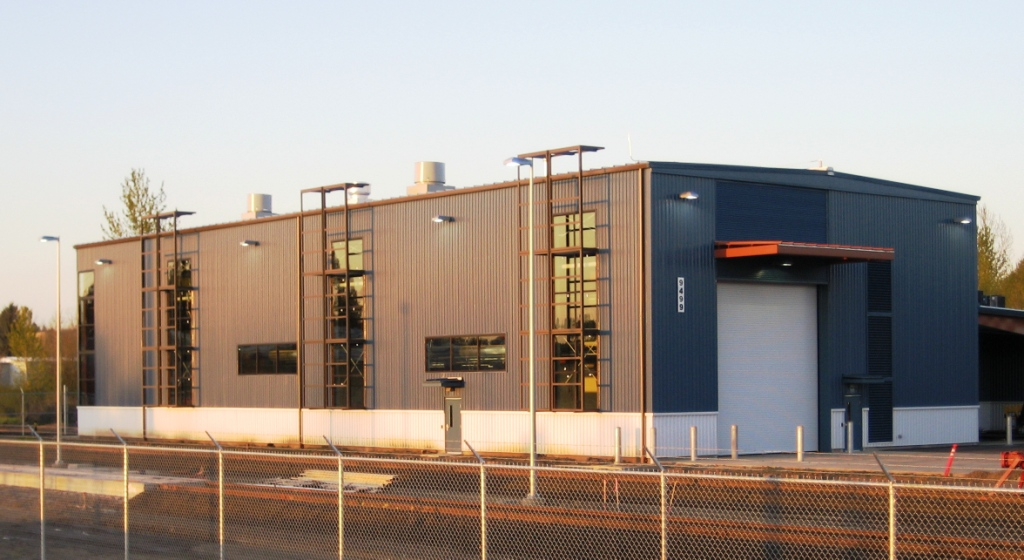
Karbantartóbázis

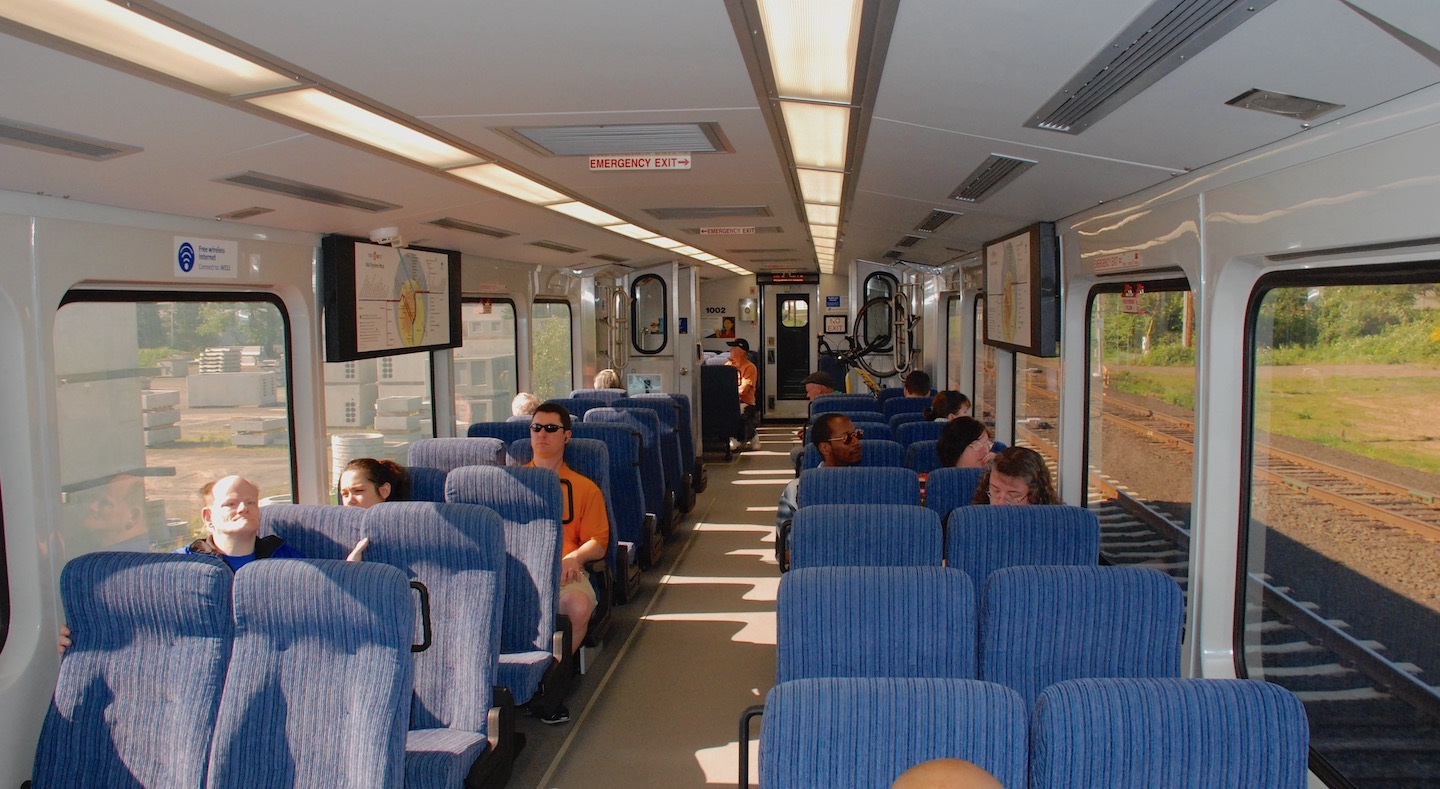
Az 1002-es kocsi beltere

A szerelvények három dízel motorkocsiból és egy vezérlőkocsiból állnak. A vezérlőkocsi mind vontató, mind vontatott üzemmódban használható. A motorkocsi 74, míg a vezérlő 80 ülőhellyel rendelkezik. Előbbiek ezenfelül képesek még két kerekesszék, két kerékpár és 139 álló utas szállítására is. A motorkocsik számozása 1001–1003 közötti, míg a vezérlőkocsi a 2001-es pályaszámot kapta; ezek egyenként négymillió dollárba kerültek. Kétkocsis szerelvény esetén a vonat átjárható; mindkét kocsiban magasított háttámlás, kék huzatú ülések kaptak helyet.
A vonatokat 60 km/h óra sebességre tervezték; maximális sebességük 97 km/h. A dízelkocsik két, egyenként 600 lóerős Detroit Diesel Series 60 12.7L motorral rendelkeznek. A Colorado Railcar kocsijait a szövetségi támogatás feltételei miatt vásárolták meg; ez kimondja, hogy csak USA-beli, a vasútügyi hatóság által elismert járművek vásárolhatóak meg. A személy- és tehervonatok közös pályát használnak, amelyet jelenleg jelzőrendszer biztosít, de folyamatban van egy új vonatbefolyásoló rendszer kiépítése. A déli, wilsonville-i végállomás mellett van a TriMet hat főt foglalkoztató karbantartóépülete, ahol a kocsik szervizelését végzik; a kocsik tárolására az átellenes oldalú tárolóudvar szolgál.
Az indulás után egy hónappal a kürtök máris cserére szorultak. Az Egyesült Államok vonatkozó szabályzata előírja, hogy közúti átjáróhoz közeledve a nagyvasúti szerelvények kürtjei legalább 15 másodpercen keresztül 96 decibellel (100 láb, azaz 30,48 méter távolságból mérve) kell, hogy szóljanak. Ez a WES esetében azt jelenti, hogy hetente több, mint ezer alkalommal szólalnak meg a kürtök, először 5:30-kor. Lakossági panaszok következtében a tulajdonos a 150 dB-es Nathan kürtöket 75 dB-es Leslie-re cserélte, ami ötezer dolláros költséggel járt. A vonal mentén élők továbbra sem voltak elégedettek, így a TriMet 80 decibeles, a MAX villamosokon is használt kürtöket telepített volna, amelyet 60 decibeles csengő kísérne. Ezt a tervet a hatóság biztonsági okokra hivatkozva nem támogatta.
A Colorado Railcar Aero vonatok gyakori meghibásodása miatt egyre többször kellett pótlóbuszokat üzembe helyezni. A helyzet orvoslására 2009-ben a TriMet az Alaska Railroadtól két Budd szerelvényt vásárolt, amelyet a flotta kiesése esetén indítanának el. Az 1952–53-ban gyártott, majd 2008-ban félreállított kocsikat a cég felújította, és 2011. január 24-én üzembe állította.
2014-ben a Sonoma–Marin Area Rail Transit és a Nippon Sharyo közötti megállapodás részeként fontolóra vették egy kétkocsis motorvonat megvásárlását, de nem tudtak megegyezni az árról. A US Railcar (a Colorado Railcar jogutódja) darabonként ötmillió dollárért eladásra kínált két kocsit, de végül a TriMet a vermonti Allearth Railtől másfélmillió dollárért vásárolt járműveket. A kocsikat a Dallas Area Rapid Transit 2016-ban árverésre bocsátotta, ahol a TriMet is licitált, de a járműveket az Allearth Rail vásárolta meg, amely egy év múlva továbbértékesítette őket. A kocsik 2017-ben érkeztek meg a járműtelepre. Honosítást követően 2018 őszén álltak volna forgalomba, de ezt először 2021-ig, majd határozatlan időre elhalasztották.
| Pályaszám | Típus                 | Gyártás éve | Üzembe helyezés éve                                                 | Megjegyzések                                                                                              | Kép |
| --------- | --------------------- | ----------- | ------------------------------------------------------------------- | --- | --- |
| 1001–1003 | Colorado Railcar Aero | 2008        | 2009                                                                | Dízel motorkocsik                                                                                         |     |
| 2001      | Colorado Railcar Aero | 2008        | 2009                                                                | Vezérlőkocsi                                                                                              |     |
| 1702      | Budd RDC-3            | 1953        | 2011                                                                | korábban: Alaska Railroad 702-es kocsi eredetileg: New York, New Haven and Hartford Railroad 129-es kocsi |     |
| 1711      | Budd RDC-2            | 1952        | 2011                                                                | korábban: Alaska Railroad 711-es kocsi eredetileg: New York, New Haven and Hartford Railroad 121-es kocsi |     |
| 2007      | Budd RDC-1            | 1957        | –                                                                   | korábban: Trinity Railway Exress 2007-es kocsi eredetileg: Via Rail                                       |     |
| 2011      | Budd RDC-1            | 1957        | korábban: Trinity Railway Exress 2011-es kocsi eredetileg: Via Rail | |     |

## Fordítás
- Ez a szócikk részben vagy egészben  a   WES Commuter Rail című angol Wikipédia-szócikk ezen változatának fordításán alapul.  Az eredeti cikk szerkesztőit annak laptörténete sorolja fel. Ez a jelzés csupán a megfogalmazás eredetét és a szerzői jogokat jelzi, nem szolgál a cikkben szereplő információk forrásmegjelöléseként.